# Phương trình Ramanujan–Nagell
Trong toán học, đặc biệt là trong nhánh lý thuyết số,  phương trình Ramanujan–Nagell là phương trình giữa một số chính phương và một số kém hơn 7 so với lũy thừa của 2. Nó là 1 trong những ví dụ về phương trình Đi-ô-phăng bao gồm số mũ, phương trình giải với nghiệm nguyên trong đó biến nằm trong số mũ.
Phương trình được đặt tên theo hai nhà toán học, Srinivasa Ramanujan là người đặt ra giả thuyết phương trình trên chỉ có 5 nghiệm nguyên và Trygve Nagell là người chứng minh giả thuyết đó. Từ phương trình nay ta cũng chứng minh được không tồn tại mã nhị phân hoàn hảo với khoảng cách Hamming tối thiểu bằng 5 hoặc 6.

## Phương trình và đáp án
Phương trình được viết như sau
{\displaystyle 2^{n}-7=x^{2}\,}
và nghiệm tự nhiên n và x chỉ tồn tại khi n = 3, 4, 5, 7 và 15 (dãy số A060728 trong bảng OEIS).
Giả thuyết trên lần đầu được đưa ra vào năm 1913 bởi nhà toán học người Ấn Độ Srinivasa Ramanujan, đề xuất độc lập trong 1943 bởi nhà toán học Na Uy Wilhelm Ljunggren, và được chứng minh trong 1948 bởi nhà toán học Na Uy Trygve Nagell. Các giá trị của x tương ứng với các giá trị n ở trên là:-
x = 1, 3, 5, 11 và 181 (dãy số A038198 trong bảng OEIS).

## Số Mersenne tam giác
Bài toán tìm tất cả các số dưới dạng 2b − 1 (số Mersenne) đồng thời là số tam giác tương đương với:
{\displaystyle {\begin{aligned}&\ 2^{b}-1={\frac {y(y+1)}{2}}\\[2pt]\Longleftrightarrow &\ 8(2^{b}-1)=4y(y+1)\\\Longleftrightarrow &\ 2^{b+3}-8=4y^{2}+4y\\\Longleftrightarrow &\ 2^{b+3}-7=4y^{2}+4y+1\\\Longleftrightarrow &\ 2^{b+3}-7=(2y+1)^{2}\end{aligned}}}
Dễ thấy giá trị b bằng n − 3, và các số Mersenne tương ứng (cũng được gọi là số Ramanujan–Nagell) là:
{\displaystyle {\frac {y(y+1)}{2}}={\frac {(x-1)(x+1)}{8}}}
với x = 1, 3, 5, 11 và 181, cho 0, 1, 3, 15, 4095 (dãy số A076046 trong bảng OEIS).

## Phương trình dưới dạng Ramanujan–Nagell
Phương trình có dạng sau
{\displaystyle x^{2}+D=AB^{n}}
với D, A , B cố định và x, n làm biến được coi là thuộc dạng Ramanujan–Nagell.  Kết quả Siegel cho rằng số nghiệm cho mỗi trường hợp là hữu hạn. Bằng cách biểu diễn {\displaystyle n=3m+r} với {\displaystyle r\in \{0,1,2\}} và {\displaystyle B^{n}=B^{r}y^{3}} với {\displaystyle y=B^{m}}, phương trình dưới dạng Ramanujan–Nagell có thể rút gọn thành 3 đường cong Mordell (đánh thứ tự bởi {\displaystyle r}), mỗi đường có hữu hạn số nghiệm nguyên:
{\displaystyle r=0:\qquad (Ax)^{2}=(Ay)^{3}-A^{2}D},
{\displaystyle r=1:\qquad (ABx)^{2}=(ABy)^{3}-A^{2}B^{2}D},
{\displaystyle r=2:\qquad (AB^{2}x)^{2}=(AB^{2}y)^{3}-A^{2}B^{4}D}.
Phương trình với {\displaystyle A=1,\ B=2} có tối đa hai nghiệm, chỉ trừ trường hợp {\displaystyle D=7} tương ứng với phương trình Ramanujan–Nagell gốc. Có vô số giá trị D sao cho phương trình chỉ có hai nghiệm, kể cả {\displaystyle D=2^{m}-1}.

## Phương trình dưới dạng Lebesgue–Nagell
Phương trình viết dưới dạng
{\displaystyle x^{2}+D=Ay^{n}}
với D, A cố định và x, y, n làm biến được gọi là thuộc dạng Lebesgue–Nagell.  Tên dạng được đặt tên theo Victor-Amédée Lebesgue, người chứng minh rằng phương trình
{\displaystyle x^{2}+1=y^{n}}
không có nghiệm không tầm thường.
Kết quả của Shorey và Tijdeman cho rằng mỗi trường hợp có hữu hạn số nghiệm. Bugeaud, Mignotte và Siksek giải các phương trình dạng này với A = 1 và 1 ≤ D ≤ 100. Trong đó, phương trình tổng quát của phương trình Ramanujan–Nagell:
{\displaystyle y^{n}-7=x^{2}\,}
có nghiệm nguyên dương khi x = 1, 3, 5, 11, hoặc 181.